# Gupo-dong
Gupo-dong (koreanska: 구포동) är en stadsdel i staden Busan i den sydöstra delen av Sydkorea, 300 km sydost om huvudstaden Seoul. Den ligger i stadsdstriktet Buk-gu.

## Indelning
Administrativt är Gupo-dong indelat i:
| Namn    | Namn             | Yta km² | Invånare 31 dec 2019 |
| ------- | ---------------- | ------- | -------------------- |
| 구포1동 | Gupo 1(il)-dong  | 1,15    | 15 246               |
| 구포2동 | Gupo 2(i)-dong   | 2,91    | 27 133               |
| 구포3동 | Gupo 3(sam)-dong | 1,47    | 22 409               |